# Баниська
Ба́ниська (болг. Баниска) — село в Русенській області Болгарії. Входить до складу общини Две-Могили.

## Населення
За даними перепису населення 2011 року у селі проживали 1105 осіб.
Національний склад населення села:
| Національність   | Кількість осіб | Відсоток |
| ---------------- | -------------- | -------- |
| болгари          | 528            | 50,4%    |
| цигани           | 371            | 35,4%    |
| турки            | 144            | 13,8%    |
| Всього відповіли | 1047           |          |

Розподіл населення за віком у 2011 році:
Динаміка населення: